# Майнхоф, Карл
Карл Майнхоф (нем. Carl Friedrich Michael Meinhof; 23 июля 1857, Барцвиц, Померания (ныне Бажовице , Западно-Поморское воеводство Польша) — 10 февраля 1944, Грайфсвальд, нацистская Германия) — немецкий лингвист, языковед-африканист, пастор-миссионер. Профессор Гамбургского колониального института и Гамбургского университета (1909‒1936). Один из основоположников немецкой африканистики.

## Биография
Родился в семье пастора и проповедника Фридриха Майнхофа.
Изучал теологию, германистику, гебраистику в университетах Галле, Эрлангена, Грайфсвальда и Тюбингена. Позже преподавал в гимназии в Штеттине, служил пастором в Цицове (1886), где впервые столкнулся с африканским языком дуала и занялся бантуистикой.
В 1902—1903 совершил первую миссионерскую поездку в Восточную Африку для изучения языков банту. С 1904 г. преподавал и заведовал африканским отделом в созданном по инициативе Отто фон Бисмарка Семинаре восточных исследований при Берлинском университете, в 1909—1936 — профессор Гамбургского колониального института (впоследствии Гамбургский университет).

## Научная деятельность
Исследовал афразийские (семито-хамитские), койсанские, кордофанские, Нило-сахарские языки, но главным образом, языки банту, для которых создал сравнительно-историческую грамматику и фонетику и впервые осуществил реконструкцию праязыка («Основы сравнительной грамматики языков банту», 1906).
В 1913 году сформулировал названный его именем фонетический закон, выполняющийся для некоторых языков банту.
Описал многие отдельные языки Восточной, Южной и Экваториальной Африки. Предложил популярную в 1910—1920-х гг. классификацию языков Африки («хамитские», «суданские» и языки, возникшие в результате смешения, в том числе банту).
Был одним из пионеров систематического сбора и изучения африканских языков и традиций. Изучал поэзию, религию и право этих народов. Так, например, в 1902 году в Танзании с помощью фонографа записывал традиционную африканскую музыку, собрал коллекцию африканских сказок.
Создал в Берлине центр по изучению африканских языков (ныне находится в Гамбурге).
В 1910 г. основал и был редактором журнала «Zeitschrift für Kolonialsprachen» (ныне «Afrika und Übersee»).
В браке имел двенадцать детей, трое из которых умерли в раннем возрасте. 5 мая 1933 года Майнхоф вступил в НСДАП. В ноябре 1933 года был в числе профессоров немецких университетов, подписавших обязательство преданности Адольфу Гитлеру и нацистскому государству.
Его двоюродной внучкой была Ульрика Майнхоф, западногерманская террористка, одна из лидеров и теоретиков «Фракции Красной Армии» (РАФ).

## Избранные публикации
- Grundriß einer Lautlehre der Bantusprachen nebst einer Anleitung zur Aufnahme von Bantusprachen. Leipzig 1899
- Die Christianisierung der Sprachen Afrikas. Basel 1905
- Grundzüge einer vergleichenden Grammatik der Bantusprachen. Berlin 1906
- Lehrbuch der Nama-Sprache. Berlin 1909.
- Die Sprache der Herero in Deutsch-Südwestafrika. Berlin 1909
- Die Sprache der Suaheli in Deutsch-Ostafrika. Berlin 1910
- Die Sprachen der Hamiten. Friederichsen, Hamburg 1912
- Die Sprache der Duala in Kamerun. Berlin 1912
- Eine Studienfahrt nach Kordofan, Friederichsen, Hamburg 1916
- Afrikanische Märchen von Carl Meinhof, Jena 1917
- Die Entstehung flektierender Sprachen. Berlin 1936
- Grundzüge einer vergleichenden Grammatik der Bantusprachen, Hamburg 1948